# Vano Muradeli
Vano Muradeli (georgisk: ვანო ილიას ძე მურადელი tr. Vano Ilias dze Muradeli , russisk: Вано Ильич Мурадели tr. Vano Iljitj Muradeli ; 6. april 1908 i Gori - 14. august 1970 i Tomsk, Rusland) var en georgisk russisk komponist.
Muradeli studerede komposition på Moskva musikkonservatorium hos bl.a. Nikolaj Mjaskovskij. Han har skrevet 2 symfonier, orkesterværker, operaer, korværker, sceneværker, filmmusik etc.
Muradeli var først menigt medlem, senere leder af komponistforeningen i Moskva.

## Udvalgte værker
- Symfoni nr. 1 "Til minde om S. Kirov" (1938) - for orkester
- Symfoni nr. 2 (1944, rev. 1945) - for orkester
- "Georgien" (Symfoniske danse) (1936) - for orkester